# Iodoform
Iodoform (còn được gọi là triiodomethane) là hợp chất organoiodine có công thức CHI3. Một chất màu vàng nhạt, tinh thể, dễ bay hơi, nó có mùi thâm nhập và đặc biệt (trong các văn bản hóa học cũ, mùi này đôi khi được gọi là mùi của bệnh viện, nơi hợp chất vẫn được sử dụng phổ biến) và, tương tự như chloroform, vị ngọt. Nó đôi khi được sử dụng như một chất khử trùng.

## Kết cấu
Phân tử thông qua hình học phân tử tứ diện với đối xứng C 3v.

## Tổng hợp và phản ứng
Sự tổng hợp iodoform được mô tả lần đầu tiên bởi Georges-Simon Serullas vào năm 1822, bằng các phản ứng của hơi iod với hơi nước trên than nóng đỏ, và cũng bằng phản ứng của kali với iod etanolic khi có nước; và đồng thời độc lập bởi John Thomas Cooper. Nó được tổng hợp trong phản ứng halogenoform bằng phản ứng của iod và natri hydroxide với bất kỳ một trong bốn loại hợp chất hữu cơ này: một methyl ketone (CH 3 COR), acetaldehyd (CH 3 CHO), ethanol (CH 3 CH 2 OH) và một số rượu bậc hai nhất định (CH 3 CHROH, trong đó R là nhóm alkyl hoặc aryl).
Phản ứng của iod và base với methyl ketone đáng tin cậy đến mức xét nghiệm iodoform (sự xuất hiện của kết tủa màu vàng) được sử dụng để thăm dò sự hiện diện của methyl ketone. Đây cũng là trường hợp khi thử nghiệm các rượu bậc hai cụ thể có chứa ít nhất một nhóm methyl ở vị trí alpha.
Một số thuốc thử (ví dụ hydro iodide) chuyển đổi iodoform thành diiodomethane. Cũng có thể chuyển đổi thành carbon dioxide: Iodoform phản ứng với dung dịch bạc nitrat để tạo ra carbon monoxide. Khi được xử lý bằng bạc nguyên tố dạng bột, iodoform bị khử, tạo ra acetylen. Khi đun nóng iodoform phân hủy để tạo ra iod diatomic, khí hydro iodide và carbon.

### Xảy ra tự nhiên
Nấm nắp ca-pô của thiên thần chứa iodoform và cho thấy mùi đặc trưng của nó.

## Các ứng dụng
Các hợp chất tìm thấy sử dụng quy mô nhỏ như một chất khử trùng. Vào khoảng đầu thế kỷ 20, nó được sử dụng trong y học như một loại thuốc chữa bệnh và sát trùng cho vết thương và vết loét, mặc dù việc sử dụng này hiện đang được thay thế bởi thuốc sát trùng cao cấp. Nó là thành phần hoạt chất trong nhiều loại bột tai cho chó và mèo, cùng với kẽm oxide và acid propanoic, được sử dụng để ngăn ngừa nhiễm trùng và tạo điều kiện cho việc loại bỏ lông tai.